# 1962-es labdarúgó-világbajnokság-selejtező

Az 1962-es labdarúgó-világbajnokság selejtezőiben 56 ország válogatottja indult, de csak 16 csapat lehetett ott a végső tornán Chilében. Chile és  Brazília automatikusan kvalifikálta magát: előbbi rendező országként, utóbbi címvédőként. A sorsolást 1960 február 28-án tartották Bázelben. A mérkőzéseket 1960. május 15. és 1961. december 31. között kellett megrendezni.

## Európa
A 30 csapatot 10 csoportba osztották. A más-más csoportok más-más szabályok voltak érvényesek:
- 1., 2., 3., 4., 5., 6. és 8. csoportban 3-3 csapat mérkőzött meg egymással oda-vissza mérkőzéseken. A csoportgyőztesek jutottak tovább.
- 7. csoportban 5 csapat mérkőzött meg egymással kieséses szabályok szerint oda-vissza mérkőzéseken. A csoportgyőztesek jutottak tovább.
- 9. csoportban 2 csapat mérkőzött meg egymással oda-vissza mérkőzéseken. A csoportgyőztes jutott az UEFA / CAF Interkontinentális pótselejtezőbe.
- 10. csoportban 2 csapat mérkőzött meg egymással oda-vissza mérkőzéseken. A csoportgyőztes jutott az UEFA / AFC Interkontinentális pótselejtező.

### UEFA 1. csoport
1960. október 19., Stockholm, Svédország –  Svédország 2 – 0 Belgium 
1960. november 20., Brüsszel, Belgium –  Belgium 2 – 4 Svájc 
1961. május 20., Lausanne, Svájc –  Svájc 2 – 1 Belgium 
1961. május 28., Stockholm, Svédország –  Svédország 4 – 0 Svájc 
1961. október 4., Brüsszel, Belgium –  Belgium 0 – 2 Svédország 
1961. október 29., Bern, Svájc –  Svájc 3 – 2 Svédország 
| Helyezés | Csapat     | P | M | Gy | D | V | Rg | Kg |
| -------- | ---------- | - | - | -- | - | - | -- | -- |
| 1=       | Svédország | 6 | 4 | 3  | 0 | 1 | 10 | 3  |
| 1=       | Svájc      | 6 | 4 | 3  | 0 | 1 | 9  | 9  |
| 3        | Belgium    | 0 | 4 | 0  | 0 | 4 | 3  | 10 |

Svédország és Svájc egyenlő pontszám miatt pótmérkőzést játszottak:
1961. november 12., Berlin, Nyugat-Németország –  Svájc 2 – 1 Svédország 
Svájc jutott tovább.

### UEFA 2. csoport
1960. szeptember 25., Helsinki, Finnország –  Finnország 1 – 2 Franciaország 
1960. december 11., Párizs, Franciaország –  Franciaország 3 – 0  Bulgária
1961. június 16., Helsinki, Finnország –  Finnország 0 – 2  Bulgária
1961. szeptember 28., Párizs, Franciaország –  Franciaország 5 – 1 Finnország 
1961. október 29., Szófia, Bulgária –  Bulgária 3 – 1 Finnország 
1961. november 12., Szófia, Bulgária –  Bulgária 1 – 0 Franciaország 
| Helyezés | Csapat        | P | M | Gy | D | V | Rg | Kg |
| -------- | ------------- | - | - | -- | - | - | -- | -- |
| 1=       | Bulgária      | 6 | 4 | 3  | 0 | 1 | 6  | 4  |
| 1=       | Franciaország | 6 | 4 | 3  | 0 | 1 | 10 | 3  |
| 3        | Finnország    | 0 | 4 | 0  | 0 | 4 | 3  | 12 |

Bulgária és Franciaország egyenlő pontszám miatt pótmérkőzést játszottak:
1961. december 16., Milánó, Olaszország –  Bulgária 1 – 0 Franciaország 
Bulgária jutott tovább.

### UEFA 3. csoport
1960. október 26., Belfast, Észak-Írország –  Észak-Írország 3 – 4 NSZK 
1960. november 20., Athén, Görögország –  Görögország 0 – 3 NSZK 
1961. május 3., Athén, Görögország –  Görögország 2 – 1 Észak-Írország 
1961. május 10., Berlin, Németország –  NSZK 2 – 1 Észak-Írország 
1961. október 17., Belfast, Észak-Írország –  Észak-Írország 2 – 0 Görögország 
1961. október 22., Hamburg, Németország –  NSZK 2 – 1 Görögország 
| Helyezés | Csapat         | P | M | Gy | D | V | Rg | Kg |
| -------- | -------------- | - | - | -- | - | - | -- | -- |
| 1        | NSZK           | 8 | 4 | 4  | 0 | 0 | 11 | 5  |
| 2        | Észak-Írország | 2 | 4 | 1  | 0 | 3 | 7  | 8  |
| 3        | Görögország    | 2 | 4 | 1  | 0 | 3 | 3  | 8  |

Nyugat-Németország  jutott tovább.

### UEFA 4. csoport
1961. április 16., Budapest, Magyarország –  Magyarország 2 – 0 NDK 
1961. április 30., Rotterdam, Hollandia –  Hollandia 0 – 3 Magyarország
1961. május 14., Lipcse, Németország –  NDK 1 – 1 Hollandia 
1961. szeptember 10., Kelet-Berlin, Németország –  NDK 2 – 3 Magyarország
1961. október 1., Hollandia –  Hollandia vs. NDK  mérkőzést nem játszották le, mert a keletnémeteknek vízumproblémáik voltak. Magyarország amúgy is csoportelső lett volna így a mérkőzésre nem tűztek ki új időpontot.
1961. október 22., Budapest, Magyarország –  Magyarország 3 – 3 Hollandia 
| Helyezés | Csapat       | P | M | Gy | D | V | Rg | Kg |
| -------- | ------------ | - | - | -- | - | - | -- | -- |
| 1        | Magyarország | 7 | 4 | 3  | 1 | 0 | 11 | 5  |
| 2        | Hollandia    | 2 | 3 | 0  | 2 | 1 | 4  | 7  |
| 3        | NDK          | 1 | 3 | 0  | 1 | 2 | 3  | 6  |

Magyarország jutott tovább.

### UEFA 5. csoport
1961. június 1., Oslo, Norvégia –  Norvégia 0 – 1 Törökország 
1961. június 18., Moszkva, Szovjetunió –  Szovjetunió 1 – 0 Törökország 
1961. július 1., Moszkva, Szovjetunió –  Szovjetunió 5 – 2 Norvégia 
1961. augusztus 23., Oslo, Norvégia –  Norvégia 0 – 3 Szovjetunió 
1961. október 29., Ankara, Törökország –  Törökország 2 – 1 Norvégia 
1961. november 12., Isztambul, Törökország –  Törökország 1 – 2 Szovjetunió 
| Helyezés | Csapat      | P | M | Gy | D | V | Rg | Kg |
| -------- | ----------- | - | - | -- | - | - | -- | -- |
| 1        | Szovjetunió | 8 | 4 | 4  | 0 | 0 | 11 | 3  |
| 2        | Törökország | 4 | 4 | 2  | 0 | 2 | 4  | 4  |
| 3        | Norvégia    | 0 | 4 | 0  | 0 | 4 | 3  | 11 |

Szovjetunió jutott tovább.

### UEFA 6. csoport
1960. október 19., Luxembourg, Luxemburg –  Luxemburg 0 – 9 Anglia 
1961. március 19., Lisszabon, Portugália –  Portugália 6 – 0 Luxemburg 
1961. május 21., Lisszabon, Portugália –  Portugália 1 – 1 Anglia 
1961. szeptember 28., London, Anglia –  Anglia 4 – 1 Luxemburg 
1961. október 8., Luxembourg, Luxemburg –  Luxemburg 4 – 2 Portugália 
1961. október 25., London, Anglia –  Anglia 2 – 0 Portugália 
| Helyezés | Csapat     | P | M | Gy | D | V | Rg | Kg |
| -------- | ---------- | - | - | -- | - | - | -- | -- |
| 1        | Anglia     | 7 | 4 | 3  | 1 | 0 | 16 | 2  |
| 2        | Portugália | 3 | 4 | 1  | 1 | 2 | 9  | 7  |
| 3        | Luxemburg  | 2 | 4 | 1  | 0 | 3 | 5  | 21 |

Anglia jutott tovább.

### UEFA 7. csoport

#### Első forduló
1960. november 13., Nicosia, Ciprus –  Ciprus 1 – 1 Izrael 
1960. november 27., Ramat Gan, Izrael –  Izrael 6 – 1 Ciprus 
| Helyezés | Csapat | P | M | Gy | D | V | Rg | Kg |
| -------- | ------ | - | - | -- | - | - | -- | -- |
| 1        | Izrael | 3 | 2 | 1  | 1 | 0 | 7  | 2  |
| 2        | Ciprus | 1 | 2 | 0  | 1 | 1 | 2  | 7  |

Izrael jutott a Második fordulóba.

#### Második forduló
Románia visszalépett, így  Olaszország automatikusan jutott a Döntőbe.
1961. március 14., Ramat Gan, Izrael –  Izrael 1 – 0 Etiópia 
1961. március 19., Ramat Gan, Izrael –  Etiópia 2 – 3 Izrael 
| Helyezés | Csapat  | P | M | Gy | D | V | Rg | Kg |
| -------- | ------- | - | - | -- | - | - | -- | -- |
| 1        | Izrael  | 4 | 2 | 2  | 0 | 0 | 4  | 2  |
| 2        | Etiópia | 0 | 2 | 0  | 0 | 2 | 2  | 4  |

Izrael jutott a Döntőbe.

#### Döntő
1961. október 15., Ramat Gan, Izrael –  Izrael 2 – 4 Olaszország 
1961. november 4., Torino, Olaszország –  Olaszország 6 – 0 Izrael 
| Helyezés | Csapat      | P | M | Gy | D | V | Rg | Kg |
| -------- | ----------- | - | - | -- | - | - | -- | -- |
| 1        | Olaszország | 4 | 2 | 2  | 0 | 0 | 10 | 2  |
| 2        | Izrael      | 0 | 2 | 0  | 0 | 2 | 2  | 10 |

Olaszország jutott tovább.

### UEFA 8. csoport
1961. május 3., Glasgow, Skócia –  Skócia 4 – 1 Írország 
1961. május 7., Dublin, Írország –  Írország 0 – 3 Skócia 
1961. május 14., Pozsony, Csehszlovákia –  Csehszlovákia 4 – 0 Skócia 
1961. szeptember 26., Glasgow, Skócia –  Skócia 3 – 2 Csehszlovákia 
1961. október 8., Dublin, Írország –  Írország 1 – 3 Csehszlovákia 
1961. október 29., Prága, Csehszlovákia –  Csehszlovákia 7 – 1 Írország 
| Helyezés | Csapat        | P | M | Gy | D | V | Rg | Kg |
| -------- | ------------- | - | - | -- | - | - | -- | -- |
| 1=       | Csehszlovákia | 6 | 4 | 3  | 0 | 1 | 16 | 5  |
| 1=       | Skócia        | 6 | 4 | 3  | 0 | 1 | 10 | 7  |
| 3        | Írország      | 0 | 4 | 0  | 0 | 4 | 3  | 17 |

Csehszlovákia és Skócia az egyenlő pontszám miatt pótmérkőzést játszottak:
1961. november 29., Brüsszel, Belgium –  Csehszlovákia 4 – 2 (h.u.) Skócia 
Csehszlovákia jutott tovább.

### UEFA 9. csoport
1961. április 19., Cardiff, Wales –  Wales 1 – 2Spanyolország 
1961. május 18., Madrid, Spanyolország –  Spanyolország 1 – 1 Wales 
| Helyezés | Csapat        | P | M | Gy | D | V | Rg | Kg |
| -------- | ------------- | - | - | -- | - | - | -- | -- |
| 1        | Spanyolország | 3 | 2 | 1  | 1 | 0 | 3  | 2  |
| 2        | Wales         | 1 | 2 | 0  | 1 | 1 | 2  | 3  |

Spanyolország jutott be az UEFA / CAF Interkontinentális pótselejtezőbe.

### UEFA 10. csoport
1961. június 4., Belgrád, Jugoszlávia –  Jugoszlávia 2 – 1 Lengyelország 
1961. június 25., Chorzów, Lengyelország –  Lengyelország 1 – 1 Jugoszlávia 
| Helyezés | Csapat        | P | M | Gy | D | V | Rg | Kg |
| -------- | ------------- | - | - | -- | - | - | -- | -- |
| 1        | Jugoszlávia   | 3 | 2 | 1  | 1 | 0 | 3  | 2  |
| 2        | Lengyelország | 1 | 2 | 0  | 1 | 1 | 2  | 3  |

Jugoszlávia jutott be az UEFA / AFC Interkontinentális pótselejtezőbe.

## Dél-Amerika
7 csapat indult,  Paraguay automatikusan jutott be a CONMEBOL / CONCACAF Interkontinentális pótselejtezőbe. A maradék 6 csapat három, két csapatos csoportokat alkotott. Oda-vissza mérkőzések győztesei jutottak ki a világbajnokságra.

### CONMEBOL 1. csoport
1960. december 4., Guayaquil, Ecuador –  Ecuador 3 – 6 Argentína 
1960. december 18., Buenos Aires, Argentína –  Argentína 5 – 0 Ecuador 
| Helyezés | Csapat    | P | M | Gy | D | V | Rg | Kg |
| -------- | --------- | - | - | -- | - | - | -- | -- |
| 1        | Argentína | 4 | 2 | 2  | 0 | 0 | 11 | 3  |
| 2        | Ecuador   | 0 | 2 | 0  | 0 | 2 | 3  | 11 |

Argentína jutott tovább.

### CONMEBOL 2. csoport
1960. július 16., La Paz, Bolívia –  Bolívia 1 – 1 Uruguay 
1960. július 30., Montevideo, Uruguay –  Uruguay 2 – 1 Bolívia 
| Helyezés | Csapat  | P | M | Gy | D | V | Rg | Kg |
| -------- | ------- | - | - | -- | - | - | -- | -- |
| 1        | Uruguay | 3 | 2 | 1  | 1 | 0 | 3  | 2  |
| 2        | Bolívia | 1 | 2 | 0  | 1 | 1 | 2  | 3  |

Uruguay jutott tovább.

### CONMEBOL 3. csoport
1961. április 30., Bogotá, Kolumbia –  Kolumbia 1 – 0 Peru 
1961. május 7., Lima, Peru –  Peru 1 – 1 Kolumbia 
| Helyezés | Csapat   | P | M | Gy | D | V | Rg | Kg |
| -------- | -------- | - | - | -- | - | - | -- | -- |
| 1        | Kolumbia | 3 | 2 | 1  | 1 | 0 | 2  | 1  |
| 2        | Peru     | 1 | 2 | 0  | 1 | 1 | 1  | 2  |

Kolumbia jutott tovább.

## Észak-, Közép Amerika és a Karib-térség
Kanada visszalépett. A maradék csapatok az alábbiak szerint oszlottak fel:
- Csoportkör: 7 csapat 3 csoportra bomlott. A 2-3 csapatos csoportokban oda-vissza mérkőzéseken a csoportgyőztesek jutottak be a Döntőbe.
- Döntő: 3 csapat küzdött meg a bejutasért a CONMEBOL/CCCF/NAFC Interkontinentális pótselejtezőbe.

### CCCF/NAFC Csoportkör

#### 1. csoport
1960. november 6., Los Angeles, USA –  Egyesült Államok 3 – 3 Mexikó 
1960. november 13., Mexikóváros, Mexikó –  Mexikó 3 – 0 Egyesült Államok 
| Helyezés | Csapat           | P | M | Gy | D | V | Rg | Kg |
| -------- | ---------------- | - | - | -- | - | - | -- | -- |
| 1        | Mexikó           | 3 | 2 | 1  | 1 | 0 | 6  | 3  |
| 2        | Egyesült Államok | 1 | 2 | 0  | 1 | 1 | 3  | 6  |

Mexikó jutott be a Döntőbe.

#### 2. csoport
1960. augusztus 21., San José, Costa Rica –  Costa Rica 3 – 2 Guatemala 
1960. augusztus 28., Guatemalaváros, Guatemala –  Guatemala 4 – 4 Costa Rica 
1960. szeptember 4., Tegucigalpa, Honduras –  Honduras 2 – 1 Costa Rica 
1960. szeptember 11., San José, Costa Rica –  Costa Rica 5 – 0  Honduras
1960. szeptember 25., Tegucigalpa, Honduras –  Honduras 1 – 1  Guatemala
1960. október 2., Guatemalaváros, Guatemala –  Guatemala 0 – 2  Honduras
FIFA Hondurasnak adta a meccset.
| Helyezés | Csapat     | P | M | Gy | D | V | Rg | Kg |
| -------- | ---------- | - | - | -- | - | - | -- | -- |
| 1=       | Costa Rica | 5 | 4 | 2  | 1 | 1 | 13 | 8  |
| 1=       | Honduras   | 5 | 4 | 2  | 1 | 1 | 5  | 7  |
| 3        | Guatemala  | 2 | 4 | 0  | 2 | 2 | 7  | 10 |

Costa Rica és Honduras az egyenlő pontszámauk miatt, pótselejtezőt játszottak:
1961. január 14., Guatemalaváros, Guatemala –  Costa Rica 1 – 0  Honduras
Costa Rica jutott be a Döntőbe.

#### 3. csoport
1960. október 2., Paramaribo, Suriname – Suriname  1 – 2  Antigua és Barbuda
1960. november 27., Willemstad, Holland Antillák –  Antigua és Barbuda 0 – 0 Suriname 
| Helyezés | Csapat             | P | M | Gy | D | V | Rg | Kg |
| -------- | ------------------ | - | - | -- | - | - | -- | -- |
| 1        | Antigua és Barbuda | 3 | 2 | 1  | 1 | 0 | 2  | 1  |
| 2        | Suriname           | 1 | 2 | 0  | 1 | 1 | 1  | 2  |

Holland Antillák jutott be a Döntőbe.

### CCCF/NAFC Döntő
1961. március 22., San José, Costa Rica –  Costa Rica 1 – 0 Mexikó 
1961. március 29., San José, Costa Rica –  Costa Rica 6 – 0 Antigua és Barbuda 
1961. április 5., Mexikóváros, Mexikó –  Mexikó 7 – 0 Antigua és Barbuda 
1961. április 12., Mexikóváros, Mexikó –  Mexikó 4 – 1 Costa Rica 
1961. április 23., Willemstad, Holland Antillák –  Antigua és Barbuda 2 – 0 Costa Rica 
1961. május 21., Willemstad, Holland Antillák –  Antigua és Barbuda 0 – 0 Mexikó 
| Helyezés | Csapat             | P | M | Gy | D | V | Rg | Kg |
| -------- | ------------------ | - | - | -- | - | - | -- | -- |
| 1        | Mexikó             | 5 | 4 | 2  | 1 | 1 | 11 | 2  |
| 2        | Costa Rica         | 4 | 4 | 2  | 0 | 2 | 8  | 6  |
| 3        | Antigua és Barbuda | 3 | 4 | 1  | 1 | 2 | 2  | 13 |

Mexikó jutott be CONMEBOL/CCCF/NAFC Interkontinentális pótselejtezőbe.

## Afrika
A selejtező két részre bomlott:
- Csoportkör: 6 csapat, 3 kétfős csoportban mérkőzött meg egymással oda-vissza mérkőzéseken. A csoportgyőztesek jutottak be a Döntőbe.
- Döntő: 3 csapat közül egy juthatott be az UEFA/CAF Interkontinentális pótselejtezőbe.

### CAF Csoportkör

#### 1. csoport
Egyiptom és  Szudán visszaléptek.

#### 2. csoport
1960. október 30., Casablanca, Marokkó –  Marokkó 2 – 1 Tunézia 
1960. november 13., Tunisz, Tunézia –  Tunézia 2 – 1 Marokkó 
| Helyezés | Csapat  | P | M | Gy | D | V | Rg | Kg |
| -------- | ------- | - | - | -- | - | - | -- | -- |
| 1=       | Marokkó | 2 | 2 | 1  | 0 | 1 | 3  | 3  |
| 1=       | Tunézia | 2 | 2 | 1  | 0 | 1 | 3  | 3  |

Marokkó és Tunézia az egyenlő pontszámaik miatt pótselejtezőt játszottak:
1961. január 22., Palermo, Olaszország –  Marokkó 1 – 1 (h.u.) Tunézia 
Marokkó jutott be a Döntőbe.

#### 3. csoport
1960. augusztus 28., Accra, Ghána –  Ghána 4 – 1 Nigéria 
1960. szeptember 10., Lagos, Nigéria –  Nigéria 2 – 2 Ghána 
| Helyezés | Csapat  | P | M | Gy | D | V | Rg | Kg |
| -------- | ------- | - | - | -- | - | - | -- | -- |
| 1        | Ghána   | 3 | 2 | 1  | 1 | 0 | 6  | 3  |
| 2        | Nigéria | 1 | 2 | 0  | 1 | 1 | 3  | 6  |

Ghána jutott a Döntőbe.

### CAF Döntő
Csak két csapat játszott, mert az 1 csoport csapatai visszaléptek.
1961. április 2., Accra, Ghána –  Ghána 0 – 0 Marokkó 
1961. május 28., Casablanca, Marokkó –  Marokkó 1 – 0 Ghána 
| Helyezés | Csapat  | P | M | Gy | D | V | Rg | Kg |
| -------- | ------- | - | - | -- | - | - | -- | -- |
| 1        | Marokkó | 3 | 2 | 1  | 1 | 0 | 1  | 0  |
| 2        | Ghána   | 1 | 2 | 0  | 1 | 1 | 0  | 1  |

Marokkó jutott be az UEFA/CAF Interkontinentális pótselejtezőbe.

## Ázsia
Ebben a selejtezőben csak egy kör volt. 3 csapat oda-vissza meccseken mérkőzött meg egymással. A csoportgyőztes jutott be az UEFA/AFC Interkontinentális pótselejtezőbe.

### AFC Döntő
Indonézia visszalépett.
1960. november 6., Szöul, Dél-Korea –  Dél-Korea 2 – 1 Japán 
1961. június 11., Tokió, Japán –  Japán 0 – 2 Dél-Korea 
| Helyezés | Csapat    | P | M | Gy | D | V | Rg | Kg |
| -------- | --------- | - | - | -- | - | - | -- | -- |
| 1        | Dél-Korea | 4 | 2 | 2  | 0 | 0 | 4  | 1  |
| 2        | Japán     | 0 | 2 | 0  | 0 | 2 | 1  | 4  |

 Dél-Korea  jutott be az UEFA/AFC Interkontinentális pótselejtezőbe.

## Interkontinentális pótselejtezők

### UEFA/CAF Interkontinentális pótselejtező
1961. november 12., Casablanca, Marokkó –  Marokkó 0 – 1 Spanyolország 
1961. november 23., Madrid, Spanyolország –  Spanyolország 3 – 2 Marokkó 
| Helyezés | Csapat        | P | M | Gy | D | V | Rg | Kg |
| -------- | ------------- | - | - | -- | - | - | -- | -- |
| 1        | Spanyolország | 4 | 2 | 2  | 0 | 0 | 4  | 2  |
| 2        | Marokkó       | 0 | 2 | 0  | 0 | 2 | 2  | 4  |

Spanyolország jutott tovább.

### UEFA/AFC Interkontinentális pótselejtező
1961. október 8., Belgrád, Jugoszlávia –  Jugoszlávia 5 – 1 Dél-Korea 
1961. november 26., Szöul, Dél-Korea –  Dél-Korea 1 – 3 Jugoszlávia 
| Helyezés | Csapat      | P | M | Gy | D | V | Rg | Kg |
| -------- | ----------- | - | - | -- | - | - | -- | -- |
| 1        | Jugoszlávia | 4 | 2 | 2  | 0 | 0 | 8  | 2  |
| 2        | Dél-Korea   | 0 | 2 | 0  | 0 | 2 | 2  | 8  |

Jugoszlávia jutott tovább.

### CONMEBOL/CCCF/NAFC Interkontinentális pótselejtező
1961. október 29., Mexikóváros, Mexikó –  Mexikó 1 – 0 Paraguay 
1961. november 5., Asunción, Paraguay –  Paraguay 0 – 0 Mexikó 
| Helyezés | Csapat   | P | M | Gy | D | V | Rg | Kg |
| -------- | -------- | - | - | -- | - | - | -- | -- |
| 1        | Mexikó   | 3 | 2 | 1  | 1 | 0 | 1  | 0  |
| 2        | Paraguay | 1 | 2 | 0  | 1 | 1 | 0  | 1  |

Mexikó jutott tovább.